# 銀海寺
銀海寺（ぎんかいじ、ウネサ）は、大韓民国慶尚北道永川市にある仏教寺院。韓国仏教の最大勢力宗派である曹渓宗（大韓仏教曹渓宗）の第10教区本寺。

## 歴史
曹渓宗（大韓仏教曹渓宗）は、新羅憲徳王の時代の809年（憲徳王元年）に恵哲が海眼寺と創建した時をもって、銀海寺の創建としている。海眼寺は今の銀海寺とは違う場所にあった。
李氏朝鮮の時代、太宗による1407年（太宗7年）の仏教弾圧の際、存続を許された88寺院の中に海眼寺の名前はなく、廃寺になったようである。 世宗による1424年（世宗6年）の仏教弾圧の際も、存続を許された36寺院の中に海眼寺の名前はなく、引き続き廃寺のままだったようである（朝鮮の仏教#李氏朝鮮時代の仏教弾圧）。
銀海寺が現在の場所に初めて建立されたのは、1546年（明宗元年）である。1564年（明宗19年）に妙真上人によって重建された。1589年（明宗22年）に法英上人によって重修された。1726年（英祖2年）一珠上人と処行上人によって重修された。1822年（純祖22年）に雪虚禅師が改修した。
日本統治時代の1911年、寺刹令施行規則（7月8日付）によって、朝鮮三十本山に指定された（1924年以降は朝鮮三十一本山）。1943年まで、銀海寺は245間、35棟の建物がある大寺院だったが、朝鮮戦争等で焼失し、現在は19棟だけが残っている。

## 文化財
- 居祖庵霊山殿（大韓民国指定国宝第14号）[1]